# Yared
Thánh Gierét (tiếng Ge'ez: ቅዱስ ያሬድ, 525-571) là một nhà soạn nhạc huyền thoại đến từ Axum, Tigray, thường được biết đến vì sáng tạo ra truyền thống âm nhạc tôn giáo của Chính Thống giáo Ethiopia, Chính Thống giáo Eritrea và Giáo hội Công giáo Ethiopia và hệ thống ghi âm riêng của âm nhạc Ethiopia. Ông mang trách nhiệm sáng tạo ra Zema hay truyền thống hát của Ethiopia, cụ thể là các bài hát của Chính Thống giáo Ethiopia Tewahedo, các tác phẩm này vẫn được biểu diễn cho đến ngày nay. Ông được tuyên thánh của Chính Thống giáo Ethiopia với ngày thánh là 11 Genbot (ngày 19 tháng 5). Tên của ông là từ một nhân vật Kinh thánh được dịch ra tiếng Anh là Gierét (Sách Sáng thế, 5:15)

## Cuộc đời
Gierét sinh ra vào ngày 5 tháng 4 năm 525, tại thành phố Axum, Tigray. Cha mẹ của ông đều được sinh ra và lớn lên tại Axum.
Trường học là một thứ khó khăn đối với chàng trai Gierét trẻ tuổi. Ông không bao giờ hiểu Thánh vịnh. Bởi vì sức học yếu khủng khiếp của ông tại trường học, Gierét đã phải bước vào một cuộc đối chất với người bác tức giận của mình tại nhà và thỉnh thoảng hứng chịu sự trừng phạt bằng đòn roi. Chàng trai Gierét trẻ tuổi đã cố gắng để học và hiểu được những gì được dạy tại nhà thờ trong hơn 7 năm, nhưng ông luôn luôn thất bại. Ông đã trở nên mệt mỏi với sự tức giận và trừng phạt và cuộc sống trở nên khó khăn đối với ông.
Có một lần Gierét đi chu du cả ngày để nghỉ ngơi, dưới một cái cây ở Murade Qal ở Bet Giorgis, ngoại ô ở Axum. Trong lúc tức giận và mệt mỏi, ông chú ý đến một con côn trùng nhỏ đang cố trèo cây. Nó cố một lần, thất bại. Nó cố lần hai, vẫn thất bại. Con côn trùng đó đã cố gắng đến 6 lần rồi, nhưng vẫn thất bại. Trong lần thứ bảy, con côn trùng đó đã trèo được cây và ăn những quả. Gierét đã học được bài học quý giá mà Chúa ban tặng thông qua một con côn trùng. Ông bắt đầu đi học vào ngày hôm sau. Ông đã hoàn thành 150 bài thánh vịnh của David, những cuốn sách của nhà tiên tri và vua Solomon, bao gồm những chuyển tiếp và quy luật của nhà thờ.
Có một huyền thoại đã nói rằng Gierét đã gây dựng tài năng và sự thấu hiểu âm nhạc thông qua những tác động với ba con chim, điều đã khiến ông liên tưởng tính chất tinh thần với tính chất âm nhạc thông qua việc trộn lẫn các yếu tố âm nhạc với các từ trong tiếng Ethiopia "Ge’ez", "Izil", "Ararary".
Gierét đã sắp xếp và sáng tác các bài hát liên quan đến các sự ca tụng và các ngày lễ tôn giáo, đồng thời giới thiệu khái niệm nhạc thánh cho Chính Thống giáo Ethiopia.
Gierét đã viết 5 tuyển tập về các bài hát Zema cho các dịch vụ và những buổi lễ tôn giáo. Những tuyển tập này bao gồm:
- Sách của Digua và Tsome Digua (các bài hát dành cho ngày lễ của nhà thờ và các dịch vụ vào Chủ nhật)
- Sách của Meraf (các bài hát dành cho ngày lễ lớn, những người cầu nguyện hàng ngày và tháng ăn chay)
- Sách của Zimare (các bài hát được biểu diễn sau các bản hợp xướng)
- Sách của Mewasit